# Cissus amoena
Cissus amoena är en vinväxtart som beskrevs av Gilg & Brandt. Cissus amoena ingår i släktet Cissus och familjen vinväxter. Inga underarter finns listade i Catalogue of Life.